# Obert Internacional d'Escacs Vallfogona de Balaguer
L'Obert Internacional d'Escacs Vallfogona de Balaguer és un torneig d'escacs que es juga a Vallfogona de Balaguer. El torneig és organitzat pel Club Escacs Vallfogona i és vàlid per Elo FIDE, FEDA i FCE. L'Obert de Vallfogona és computable pel Circuit Català d'Oberts Internacionals d'Escacs. Inicialment era un torneig provincial amb caire festiu i que a poc a poc ha esdevengut un dels torneigs internacional d'escacs actius més importants de Catalunya.

## Resum edicions

### 2011
El XIX Obert d'Actius de Vallfogona es va jugar el 24 i 25 de setembre. Fou un torneig amb 11 rondes amb el ritme de temps de 20 minuts més 3 segons per jugada. Hi varen participar 126 jugadors dels quals 10 eren Grans Mestres.

### 2013
El XXI Obert d'Actius de Vallfogona jugat el 21 de setembre va tenir la presència del representant territorial de l'Esport Josep R. Solsona, a més del president de la Federació Catalana d'Escacs Antoni Ayza, el delegat federatiu a Lleida, David Javier Monell. Al torneig hi varen participar gairebé 100 jugadors. El vencedor fou el MI català Joan Mellado, jugador del Club Catalonia.

### 2014
El Gran Mestre armeni, Karen Movsziszian, va ser el campió en solitari de l'Obert de Vallfogona de Balaguer que es va disputar els dies 20 i 21 de setembre. El segon classificat va ser el Gran Mestre Marc Narciso, del Club Escacs Barberà, amb 8.5 punts, i va completar el podi el georgià Levan Aroshidze, del Club Escacs Banyoles, amb 8 punts. A l'acta d'entrega de premis, es va comptar amb la presència de President de la Federació Catalana d'Escacs, Antoni Ayza, l'alcaldessa de Vallfogona de Balaguer, Maria Sarret, el delegat de Lleida, David Monell.

## Quadre d'honor
Quadre de totes les edicions amb els tres primers de la classificació general:
| Any  | Edició      | Campió                    | Subcampió                   | Tercer                     |
| ---- | ----------- | ------------------------- | --------------------------- | -------------------------- |
| 2010 | XVIII Obert | Víktor Moskalenko         | David Lariño Nieto          | Víctor Manuel Vehí Bach    |
| 2011 | XIX Obert   | Marc Narciso i Dublan     | Omar Almeida Quintana       | Hipòlit Asis Gargatagli    |
| 2012 | XX Obert    | Josep Oms i Pallisé       | Josep Manuel López Martínez | Juan Carlos Obregón Rivero |
| 2013 | XXI Obert   | Joan Mellado Triviño      | Arturo Vidarte Morales      | Vicenç Esplugas Esteve     |
| 2014 | XXII Obert  | Karen Movsziszian         | Marc Narciso i Dublan       | Levan Aroshidze            |
| 2015 | XXIII Obert | Karen Movsziszian         | Arian González Pérez        | Fernando Peralta           |
| 2016 | XXIV Obert  | Lázaro Lorenzo De La Riva | Miguel Muñoz Pantoja        | Marc Narciso i Dublan      |